# Saint-Adolphe (Québec)
Pour les articles homonymes, voir Saint-Adolphe.
Saint-Adolphe est un hameau compris dans le territoire de la municipalité de cantons unis de Stoneham-et-Tewkesbury dans La Jacques-Cartier, au Québec (Canada).

## Toponymie
Le nom de Saint-Adolphe rappelle le nom de son fondateur, Adolphe Légaré, né en 1830 et mort en 1895. Légaré est d'abord enseignant au Séminaire de Québec, puis, au moment de l'établissement de la mission, procureur du séminaire. Au xixe siècle, il est coutume de nommer un lieu d'après le saint patron de son fondateur, soit l'un ou l'autre des saints Adolphe.
Le secteur est d'abord nommé Mission Saint-Martin.
Le nom Saint-Adolphe-de-Laval est en usage pendant un temps[réf. souhaitée].

## Géographie

### Situation
Le hameau est situé à environ 25 km au nord de Québec. Il est situé à proximité de la réserve faunique des Laurentides et du parc national de la Jacques-Cartier.

### Géographie physique

#### Hydrographie
Le hameau est situé près de la rivière des Hurons.

#### Climat
Le climat à Saint-Adolphe est de type continental froid et humide. Selon la classification Köppen-Geiger, le village est situé dans une zone climatique continentale humide avec des étés frais (Dfb).
| Mois                              | jan.  | fév.  | mars  | avril | mai   | juin  | jui.  | août  | sep.  | oct.  | nov.  | déc.  | année   |
| --------------------------------- | ----- | ----- | ----- | ----- | ----- | ----- | ----- | ----- | ----- | ----- | ----- | ----- | ------- |
| Température minimale moyenne (°C) | −22,1 | −20,2 | −14,4 | −5,8  | 0,4   | 5,8   | 8,3   | 7,4   | 3,5   | −1,8  | −8,9  | −16,8 | −5,4    |
| Température moyenne (°C)          | −15,9 | −13,7 | −8    | −0,02 | 7,1   | 12,4  | 14,6  | 13,6  | 8,8   | 2,8   | −4,5  | −11,5 | 0,5     |
| Température maximale moyenne (°C) | −9,6  | −7,1  | −1,6  | 5,5   | 13,7  | 19,1  | 20,8  | 19,8  | 14,1  | 7,4   | 0     | −6,1  | 6,3     |
| Précipitations (mm)               | 154,9 | 117,4 | 113,7 | 104,7 | 115,2 | 136,8 | 142,2 | 134,8 | 129,2 | 125,2 | 162,4 | 146,7 | 1 583,1 |
| dont pluie (mm)                   | 19,5  | 16,5  | 29,9  | 52,4  | 108,3 | 137,2 | 142,2 | 134,8 | 126,3 | 105,5 | 72,7  | 18,4  | 963,7   |
| dont neige (cm)                   | 135,3 | 100,9 | 83,8  | 52,3  | 7     | 0,1   | 0     | 0     | 2,9   | 19,7  | 89,7  | 128,4 | 619,9   |

## Histoire
La mission Saint-Martin est établie en 1840 par l'abbé Adolphe Légaré, procureur du Séminaire de Québec. Le séminaire est alors le seigneur de la Côte-de-Beaupré. L'établissement d'une mission dans les montagnes des Laurentides vise à relocaliser des familles sur des terres à défricher dans un contexte de manque de terres dans la vallée du Saint-Laurent, autour de Québec. En 1854, on recense 18 familles,.
Vers 1862, le Séminaire y fait construire une ferme expérimentale et une chapelle. On y trouve aussi un moulin.
Les conditions de vie sont alors très rude, et le taux de mortalité infantile est élevé. On recense 48 décès entre 1871 et 1895, surtout des enfants en bas âge,. Les communications avec la paroisse voisine de Sainte-Brigitte-de-Laval sont difficiles en été et impossibles en hiver, en raison des montagnes à franchir le long de la rivière Saint-Adolphe, un affluent de la rivière Montmorency.
Les messes à la chapelle cessent en 1897 ; elles sont ensuite célébrées à l'école. La chapelle est incendiée en 1911. À cette époque, les habitants délaissent peu à peu le secteur Saint-Martin et se rapprochent physiquement et économiquement de Stoneham, où une voie ferrée est construite pour acheminer le bois flotté sur la rivière des Hurons. En 1912, la paroisse canonique de Saint-Adolphe est annexée à celle de Saint-Edmond de Stoneham,.

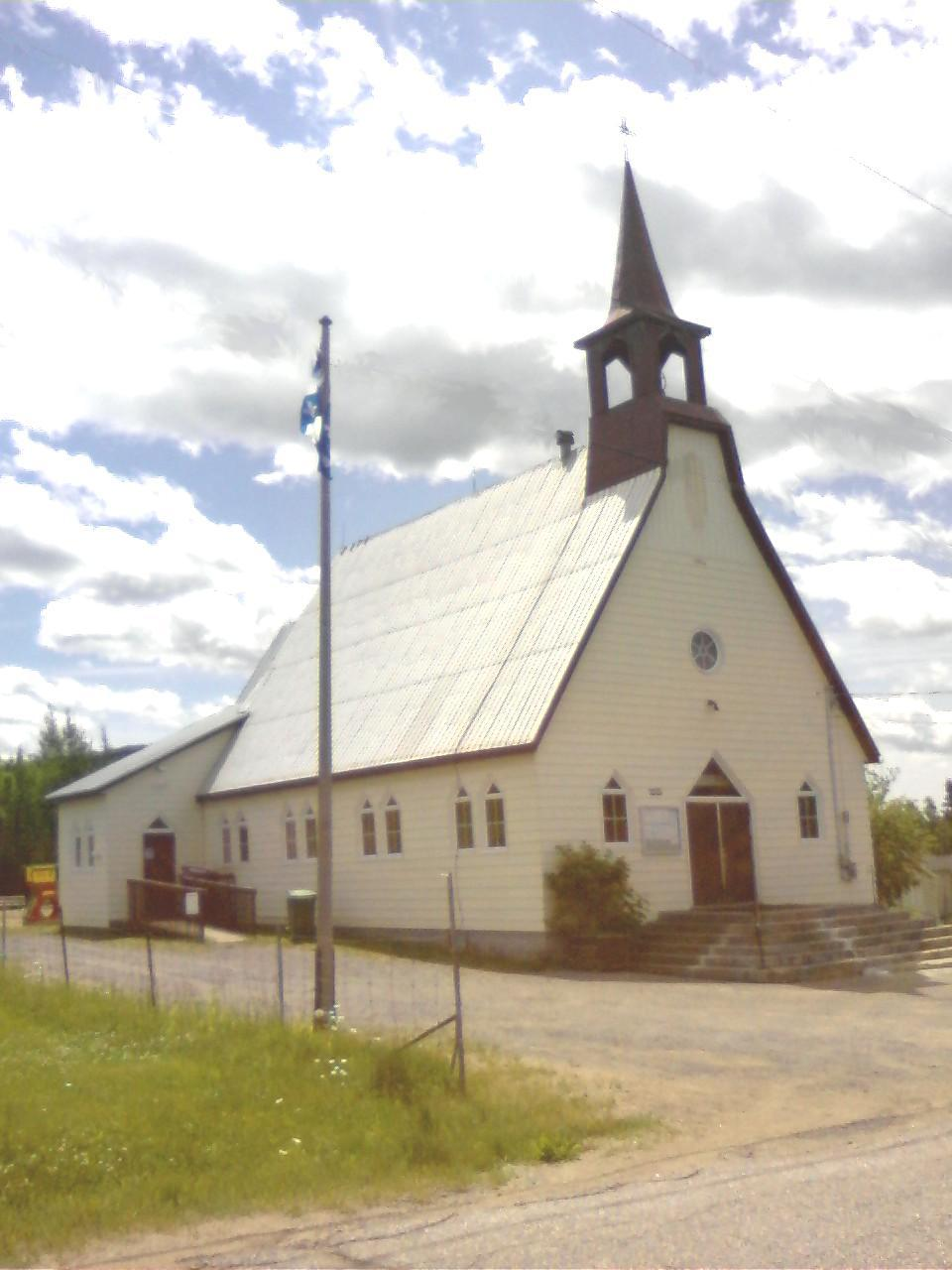
La seconde chapelle.

En 1930, les habitants sont surtout occupés à l'agriculture (fermes laitières). Oubliés lors de la conscription de 1917, les citoyens sont inscrits pour la première fois sur une liste électorale en 1936. Une nouvelle chapelle est construite en 1944, dans un secteur plus à l'ouest. Elle demeure en service jusqu'en 1997.
L'électricité et le téléphone arrivent à Saint-Adolphe en 1966. En 1967, des travaux d'arpentage d'Hydro-Québec entraînent la découverte d'une erreur administrative. Depuis au moins le détachement de Sainte-Brigitte-de-Laval près de cent ans auparavant, la municipalité de L'Ange-Gardien avait omis d’administrer le territoire de Saint-Adolphe, qui y était pourtant rattaché. Le bureau municipal de L'Ange-Gardien se trouve alors à 32 milles (51 km) du hameau, et des frais d'interurbain sont exigibles lors des communications par téléphone entre l'un ou l'autre des secteurs. Les premières taxes municipales sont imposées en 1968. La  collecte ordures est alors presque 9 fois plus chère que dans la municipalité voisine de Stoneham-et-Tewkesbury. C'est Stoneham, justement, qui assure le service incendie. Jusqu'à la découverte de l'erreur, les taxes scolaires, collectées et dépensées localement, couvraient les dépenses en infrastructures.
En 1968, les citoyens de Saint-Adolphe demandent à la Municipalité de Sainte-Brigitte-de-Laval d'annexer leur territoire. Le ministère des Affaires municipales fait alors échec au projet, prétextant l'absence de route carrossable pour relier les deux territoires. On réclame alors l’annexion à Stoneham. Le projet échoue de nouveau puisque le Code municipal requiert alors que les deux territoires soient du même comté municipal. Stoneham-et-Tewkesbury fait alors partie du comté de Québec et L'Ange-Gardien, du comté de Montmorency. Un amendement est apporté au Code municipal en 1971 pour « mettre un terme à l'illogisme de cette situation »,. À la suite d'une nouvelle pétition des résidents ainsi que de résolutions d'appui des conseils municipaux de Stoneham-et-Tewkesbury et de L'Ange-Gardien, le ministère des Affaires municipales prononce l'annexion du territoire de Saint-Adolphe par Stoneham-et-Tewkesbury le 1er janvier 1973.
En 1971, on y recense 54 familles (environ 380 personnes). Saint-Adolphe compte alors un seul commerce, soit une épicerie.

## Services
Au fil des ans, Saint-Adolphe est fréquenté par les skieurs de fond,. De 1969 à 2012, le centre Le Refuge offre un réseau de pistes d'une longueur atteignant jusqu'à 165 km dans les années 1980, rejoignant même les réseaux environnants,,. Les problèmes d'administration, de financement et de droits de passage ont raison des activités du centre.
La chapelle, désacralisée depuis 1997, sert dorénavant de centre communautaire.